# 船帆座GU
船帆座GU，又名CP-52 1484，HD 71935、SAO 236002、HR 3350，是船帆座的一颗恒星，视星等为5.09，位于銀經269.26，銀緯-8.44，其B1900.0坐标为赤經8h 24m 52s，赤緯-52° -8.44′ 27″。